# مستعمرة ومحمية غامبيا
كانت مستعمرة ومحمية غامبيا (بالإنجليزية: Gambia Colony and Protectorate)‏ المعروفة أحياناً باسم السنغال البريطانية (بالإنجليزية: British Senegal)‏ هي الإدارة الاستعمارية البريطانية لغامبيا من 1821 إلى 1965، وهي جزء من الإمبراطورية البريطانية في عصر الإمبريالية الجديدة. كانت المستعمرة هي المنطقة المحيطة مباشرة باتهورست (بانجول الآن)، وكانت المحمية هي المنطقة الداخلية الواقعة حول نهر غامبيا، والتي تم إعلانها في عام 1894. و كانت لفترات مختلفة من وجودها تابعة لمستعمرة سيراليون، ولكن بحلول عام 1888 كانت مستعمرة في حد ذاتها مع حاكم معين بشكل دائم. وكانت حدود الإقليم موضع خلاف بين السلطات البريطانية والفرنسية بسبب قربها من السنغال الفرنسية. بالإضافة إلى ذلك، حاولت الحكومة البريطانية في استبدالها مع فرنسا بأراضي أخرى، مثل أعالي نهر النيجر.
اتفقت فرنسا وبريطانيا في عام 1889 من حيث المبدأ على تعيين الحدود عند ستة أميال شمال وجنوب النهر وشرقا إلى ياربوتيندا، وهي أبعد نقطة صالحة للملاحة على نهر غامبيا. وعند وصول لجنة الحدود إ في عام 1891، قوبلت لجنة الحدود بمقاومة من قبل القادة المحليين الذين كانوا على وشك تقسيم أراضيهم. فاعتمدت اللجنة على القوة البحرية البريطانية. فصفت السفن البريطانية بلدة كانسالا لإجبار الغامبيين على التراجع، وهبط رجال من ثلاث سفن حربية على ضفاف النهر «في حال استمرار المقاومة».
انتهت المستعمرة في عام 1965 عندما أصبحت غامبيا دولة مستقلة داخل كومنولث الأمم، مع داودا جاوارا كرئيس للوزراء.

## الاقتصاد
كان اقتصاد غامبيا، مثل البلدان الأفريقية الأخرى في ذلك الوقت، شديد التوجه نحو الزراعة. زكان الاعتماد على الفول السوداني قوياً لدرجة أنه شكل تقريباً مجمل الصادرات، مما جعل الاقتصاد ضعيفاً. وكان الفول السوداني هو السلعة الوحيدة الخاضعة لرسوم التصدير؛ وأدت رسوم التصدير هذه إلى التهريب غير المشروع للمنتج إلى السنغال الفرنسي.
بذلت محاولات لزيادة إنتاج السلع الأخرى للتصدير: يهدف مخطط الدواجن الغامبي إلى إنتاج عشرين مليون بيضة ومليون رطل من الدواجن الجاهزة سنويًا. ولكن أثبتت الظروف في غامبيا أنها غير مواتية وتسبب التيفوئيد في قتل الكثير من مخزون الدجاج، مما أثار انتقادات للمؤسسة.

### المواصلات
كان نهر غامبيا هو المسار الرئيسي للملاحة والنقل الداخلي، مع وجود ميناء في باتهورست. تركزت شبكة الطرق بشكل أساسي حول باثورست مع ربط المناطق المتبقية بشكل كبير بالطرق الترابية.
كان المطار الوحيد في يوندوم، الذي بني في الحرب العالمية الثانية. بعد الحرب تم استخدامه لرحلات الركاب. كان لدى كل من الخطوط الجوية البريطانية في أمريكا الجنوبية وشركة الخطوط الجوية البريطانية لما وراء البحار خدمات، حيث نقلت الشركة خدماتها إلى داكار، التي كان بها مدرج خرساني. وأعيد بناء المطار في عام 1963 وما زال المبنى قيد الاستخدام حتى اليوم.

## استقلال
تحسبا للاستقلال، تم بذل جهود لإنشاء الحكم الذاتي الداخلي. فأنشأ دستور عام 1960 مجلس نواب منتخب جزئيًا يضم 19 عضوًا منتخبًا و 8 يختارهم الرؤساء. وثبت أن هذا الدستور معيب في انتخابات عام 1960 عندما تعادل الحزبان الرئيسيان بثمانية مقاعد لكل منهما. وبدعم من الرؤساء غير المنتخبين، تم تعيين بييرا سار نجي من الحزب المتحد رئيسًا للوزراء. استقال داودا جوارة من منصبه وزيراً للتربية والتعليم، الأمر الذي أدى إلى عقد مؤتمر دستوري نظمته وزيرة الدولة لشؤون المستعمرات.
مهد المؤتمر الدستوري الطريق لدستور جديد يمنح درجة أكبر من الحكم الذاتي ومجلس نواب يضم عددًا أكبر من الأعضاء المنتخبين. أجريت الانتخابات في عام 1962، حيث حصل حزب جوارة التقدمي على غالبية المقاعد المنتخبة. وبموجب الترتيبات الدستورية الجديدة، تم تعيين جوارة رئيسًا للوزراء: وهو المنصب الذي شغله حتى تم إلغاؤه عام 1970.
وبعد الاتفاقيات بين الحكومتين البريطانية والغامبية في يوليو 1964، أصبحت غامبيا مستقلة في 18 فبراير 1965.

## روابط خارجية
- Britishempire.co.uk: غامبيا
- Worldstatesmen.org: غامبيا